# ジョンソン郡 (インディアナ州)
ジョンソン郡（Johnson County）は、アメリカ合衆国インディアナ州中央部に位置する郡である。州都インディアナポリスと統合市郡を成しているマリオン郡の南に隣接しており、インディアナポリス都市圏に含まれている。人口は16万1765人（2020年）。郡庁所在地はフランクリン、郡最大の都市はグリーンウッドである。特に、マリオン郡との郡境に接するグリーンウッドは20世紀後半以降、インディアナポリスの郊外都市として高い成長を遂げている。

## 地理
アメリカ合衆国統計局によると、この郡は総面積833.49km2 (321.79mi2) である。このうち829.97km2(320.43mi2) が陸地で3.52km2 (1.36mi2) が水域である。総面積の0.42%が水地域となっている。

### 隣接する郡
- マリオン郡  (北)
- シェルビー郡  (東)
- バーソロミュー郡  (南東)
- モンロー郡 (南西)
- モーガン郡 (西)

## 人口動静
2000年国勢調査で、この郡は人口115,209人、42,434世帯、及び31,613家族が暮らしている。人口密度は139/km2 (360/mi2) である。54/km2 (141/mi2) の平均的な密度に45,095軒の住居が建っている。この郡の人種的構成は白人97.04%、アフリカン・アメリカン0.79%、先住民0.18%、アジア0.84%、太平洋諸島系0.03%、その他の人種0.48%、及び混血0.65%である。人口の1.38%がヒスパニックまたはラテン系である。
この郡内の住民は27.20%が18歳未満の未成年、18歳以上24歳以下が8.70%、25歳以上44歳以下が30.80%、45歳以上64歳以下が22.30%、及び65歳以上が11.00%にわたっている。中央値年齢は35歳である。女性100人ごとに対して男性は96.00人である。18歳以上の女性100人ごとに対して男性は92.80人である。
この郡の世帯ごとの平均的な収入は52,693米ドルであり、家族ごとの平均的な収入は60,571米ドルである。男性は42,272米ドルに対して女性は28,181米ドルの平均的な収入がある。この郡の一人当たりの収入 (per capita income) は22,976米ドルである。人口の5.60%及び家族の3.30%は貧困線以下である。全人口のうち18歳未満の5.70%及び65歳以上の7.70%は貧困線以下の生活を送っている。

## 都市及び町
- グリーンウッド
- フランクリン（郡庁所在地）
- ホワイトランド
- ニューホワイトランド
- Bargersville
- Edinburgh
- Princes Lakes
- Trafalgar